# Colemore
Colemore är en by i civil parish Colemore and Priors Dean, i distriktet East Hampshire, i grevskapet Hampshire i England. Byn är belägen 8 km från Petersfield. Colemore var en civil parish fram till 1932 när blev den en del av Colemore and Priors Dean. Civil parish hade 72 invånare år 1931. Byn nämndes i Domedagsboken (Domesday Book) år 1086, och kallades då Colemere.